# Kalacki Upłaz

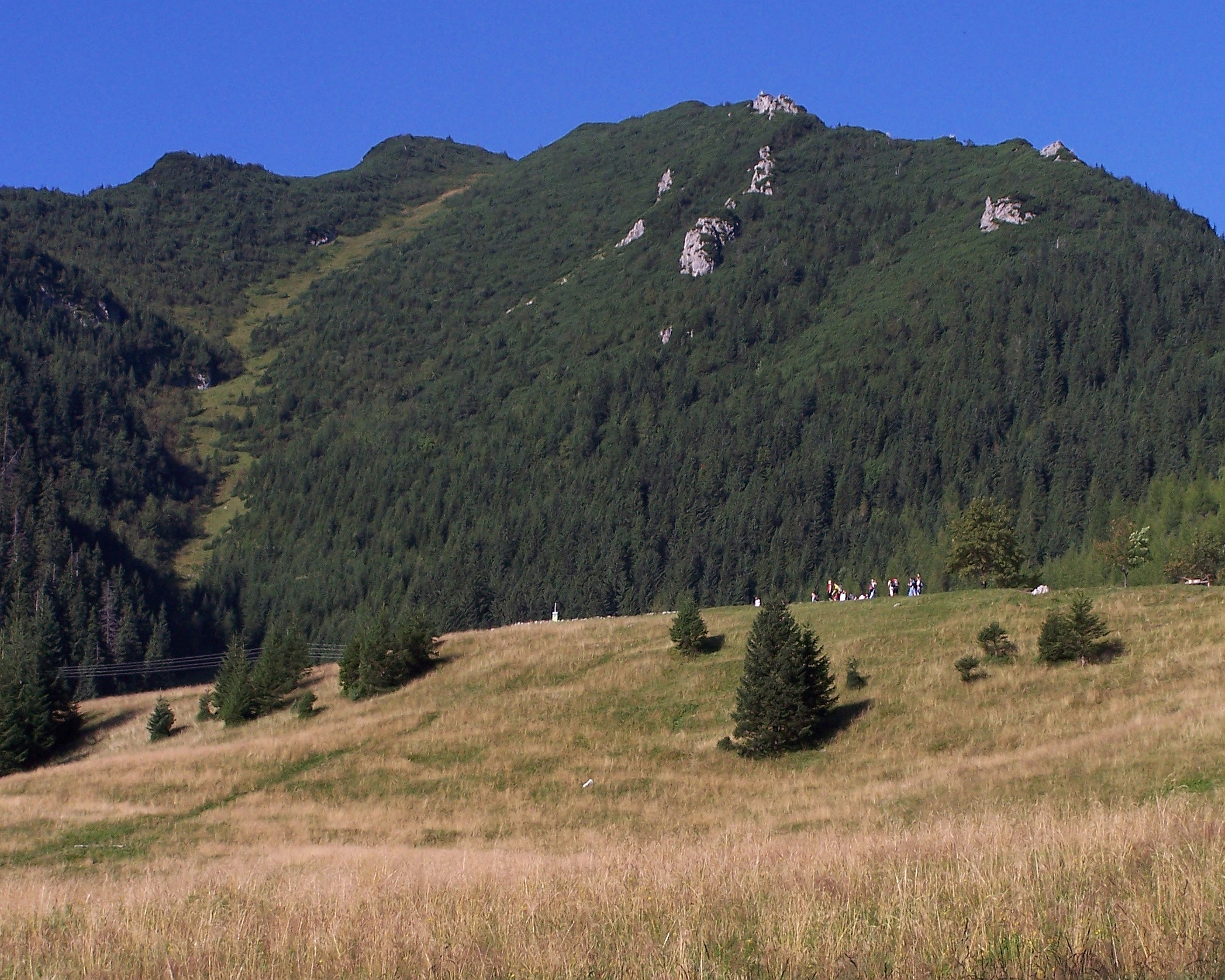
Kalatówki, Kalackie Koryto i Kalacki Upłaz

Kalacki Upłaz – południowo-wschodni stok, jakim na polanę Kalatówki opada Biały Grzbiet łączący Giewont z Małą Krokwią w masywie Krokwi. Kalacki Upłaz ciągnie się od Przełęczy Białego po Kalacką Kopę i Kalackie Koryto.
Obecnie Kalacki Żleb jest zalesiony, ale ponad lasem wystają z niego wapienne skały. Dawniej był w znacznym stopniu trawiasty, był wypasany i wchodził w skład Hali Kalatówki.